# 长花忍冬
长花忍冬（学名：Lonicera longiflora）为忍冬科忍冬属的植物，为中国的特有植物。分布于中国大陆的海南、广东、云南等地，生长于海拔1,700米的地区，多生于疏林内或山地路旁向阳处，目前尚未由人工引种栽培。